# Вівсянкові
Вівся́нкові (Emberizidae) — родина птахів ряду горобцеподібних (Passeriformes). За традиційною класифікацією нараховувала близько 560 видів, поширених у Старому Світі. З 2010 року до вівсянкових відносять лише типовий рід вівсянка (Emberiza) з 44-ма видами.
Більшість птахів родини забарвлені відносно неяскраво (у забарвленні зазвичай відсутні яскраві металічні відтінки), на стернових перах білі плями. У багатьох видів навесні забарвлення стає яскравіше за рахунок витирання країв пір'їн та сильно відрізняється від свіжого осіннього. Для пташенят характерна поздовжня строкатість пір'їн. Статевий диморфізм у забарвленні виражений рідко. Дзьоб тонкий, стиснутий з боків, різальний край наддзьобка вигнутий та не прилягає до нижньої щелепи, утворюючи невелику щілину приблизно на рівні ніздрів, які розташовані при основі наддзьобка та прикриті дрібним пір'ям. Крила різної довжини та форми. Хвіст середніх розмірів (лише у більшості американських видів видовжений), з виїмкою (у більшості палеарктичних видів), східчастий або заокруглений (в американських). У деяких видовжені пера голови утворюють невеликий чубчик.
Пісня у переважної більшості — коротка строфа, що багаторазово повторюється.
Поширені у Старому Світі, в північних та помірних широтах. Населяють відкриті ландшафти — степи, лісостепи, тундри, в лісових ландшафтах оселяються на узліссі, вирубках, відкритих галявинах. Деякі мешкають в горах, піднімаючись до субальпійської зони або в культурних ландшафтах.
Гнізда чашоподібної форми розташовують зазвичай на землі, рідше на кущах або в розщілинах скель. Кладка складається з 3—7 яєць з крапками на зеленуватому або блакитному фоні або (рідше) однотонні. Насиджування 8—14 днів. Основа живлення — різноманітне насіння, а влітку також комахи (ними вигодовують пташенят)

## Систематика
Вівсянкові систематично близькі до ткачикових та в'юркових. Як і інші родини ряду горобцеподібних, у наш час знаходяться у стані ревізії. Відповідно до проведених в останні роки досліджень декілька родів птахів з Південної та Центральної Америки мають близьку подібність з саяковими (Thraupidae), а як мінімум один рід танагр, Chlorospingus, може належати до родини вівсянкових . 
Після 2015 північноамериканські роди, раніше включені разом з вівсянками в родину Emberizidae, на підставі цитогенетичних досліджень, були переміщені до відновленої родини Passerellidae. Аналіз ДНК, опублікований у 2015 році, показав, що Passerellidae утворюють монофілетичну групу, яка має недостатньо переконливий зв'язок з Emberizidae. Тому Emberizidae були розділені, і ці роди перенесені у відновлену родину Passerellidae.
Міжнародний орнітологічний конгрес (МОК) визнає перенесення цих 138 видів, розподілених серед 29 родів, до родини Passerellidae, а роди Calcarius, Plectrophenax, Rhynchophanes - до родини Calcariidae. У родині вівсянкових залишається лише рід Emberiza з 44-ма видами (див. внизу сторінки).

## Класифікація
Рід: Emberiza
- Вівсянка звичайна (Emberiza citrinella)
- Вівсянка білоголова (Emberiza leucocephala)
- Вівсянка городня (Emberiza cirlus)
- Emberiza koslowi
- Вівсянка гірська (Emberiza cia)
- Emberiza godlewskii
- Emberiza cioides
- Emberiza jankowskii
- Вівсянка скельна (Emberiza buchanani)
- Emberiza cineracea
- Вівсянка садова (Emberiza hortulana)
- Emberiza stewarti
- Вівсянка сивоголова (Emberiza caesia)
- Emberiza sahari
- Emberiza striolata
- Emberiza impetuani
- Emberiza tahapisi
- Emberiza socotrana
- Emberiza capensis
- Emberiza yessoensis
- Emberiza tristrami
- Emberiza fucata
- Вівсянка-крихітка (Emberiza pusilla)
- Вівсянка жовтоброва (Emberiza chrysophrys)
- Вівсянка-ремез (Emberiza rustica)
- Emberiza elegans
- Вівсянка лучна (Emberiza aureola)
- Emberiza flaviventris
- Emberiza poliopleura
- Emberiza affinis
- Emberiza cabanisi
- Emberiza rutila
- Вівсянка чорноголова (Emberiza melanocephala)
- Emberiza bruniceps
- Emberiza sulphurata
- Emberiza spodocephala
- Emberiza variabilis
- Emberiza pallasi
- Вівсянка очеретяна (Emberiza schoeniclus)
- Emberiza alcoveri (вимерла у доісторичний час)

## Виноски
1. ↑  K. J. Burns, S. J. Hackett, N. K. Klein. Phylogenetic relationships and morphological diversity in Darwin's finches and their relatives // Evolution. — 2002. — Т. 56, № 6. — С. 1240—1252.
2. ↑  S.C. Lougheed, J.R. Freeland, P. Handford & P.T. Boag. A molecular phylogeny of warbling-finches (Poospiza): paraphyly in a Neotropical emberizid genus // Molecular Phylogenetics and Evolution. — 2000. — Т. 17. — С. 367—378.
3. ↑  K. J. Burns, S. J. Hackett, and N. K. Klein. Phylogenetic relationships of Neotropical honeycreepers and the evolution of feeding morphology // Avian Biology. — 2003. — Т. 34. — С. 360—370.
4. ↑  T. Yuri, D. P. Mindell. Molecular phylogenetic analysis of Fringillidae, "New World nine-primaried oscines" (Aves: Passeriformes) // Mol. Phylogen. Evol.. — 2002. — Т. 23. — С. 229—243.
5. ↑  Barker, F.K.; Burns, K.J.; Klicka, J.; Lanyon, S.M.; Lovette, I.J. (2015). New insights into New World biogeography: An integrated view from the phylogeny of blackbirds, cardinals, sparrows, tanagers, warblers, and allies. Auk. 132 (2): 333—348. doi:10.1642/AUK-14-110.1.
6. 1 2  Gill, Frank; Donsker, David; Rasmussen, Pamela, ред. (2020). New World Sparrows, Bush Tanagers. IOC World Bird List Version 10.1. International Ornithologists' Union. Архів оригіналу за 10 серпня 2019. Процитовано 29 травня 2020.
7. ↑  Chesser, R. Terry; Burns, Kevin J.; Cicero, Carla; Dunn, John L.; Kratter, Andrew W; Lovette, Irby J; Rasmussen, Pamela C.; Remsen, J.V. Jr; Rising, James D. (2017). Fifty-eighth supplement to the American Ornithological Society's Check-list of North American Birds. Auk. 134 (3): 751—773. doi:10.1642/AUK-17-72.1.
8. ↑  Контрольний список [[АОТ]], листопад 2020. Архів оригіналу за 29 листопада 2020. Процитовано 16 листопада 2020. Контрольний список АОТ, листопад 2020(англ.)